# Сталевий Щур (серія)
«Сталевий Щур» (англ. The Stainless Steel Rat) — серія науково-фантастичних гумористичних творів Гаррі Гаррісона (переважно, романів) про пригоди в далекому майбутньому спритного галактичного шахрая Джеймса Болівара Ді Гріза на прізвисько «Слизький Джим» і «Сталевий Щур». Цикл названий за першим романом, виданим у 1961 році, який був написаний на основі двох оповідань: однойменного 1957 року і «The Misplaced Battleship» 1960-го.

### Романи
Список відповідає внутрішній хронології циклу
1. Народження Сталевого Щура (A Stainless Steel Rat is Born) (1985)
2. Сталевий Щур йде до армії (The Stainless Steel Rat Gets Drafted) (1987)
3. Сталевий Щур співає блюз (The Stainless Steel Rat Sings the Blues) (1994)
4. Сталевий Щур (The Stainless Steel Rat) (1961)
5. Помста Сталевого Щура (The Stainless Steel Rat's Revenge) (1970)
6. Сталевий Щур рятує світ (The Stainless Steel Rat Saves the World) (1972)
7. Ти потрібен Сталевому Щуру (The Stainless Steel Rat Wants You) (1978)
8. Сталевого Щура — в президенти! (The Stainless Steel Rat for President) (1982)
9. Сталевий Щур вирушає в пекло (The Stainless Steel Rat Goes to Hell) (1996)
10. Сталевий Щур на манежі (The Stainless Steel Rat Joins the Circus) (1998)
11. Нові пригоди Сталевого Щура (The Stainless Steel Rat Returns) (2010)

### Оповідання
- Золоті роки Сталевого Щура (The Golden Years of the Stainless Steel Rat) (1993)
- Четвертий закон робототехніки — Оповідання Гаррі Гаррісона, не є частиною циклу «Сталевий щур», проте один з персонажів — Ді Гріз, найнятий для розслідування злочину, вчиненого роботом.
- Повернення Сталевого Щура (The Return of the Stainless Steel Rat) (1981) Написав Антон Лозовій «під Щура», невеликий розповідь-гра.

### Книга-гра
- Стань Сталевим Щуром (You can be the Stainless Steel Rat) (1985).

## Факти
- У цьому циклі на більшості населених планет найпоширенішою мовою є есперанто. Сам роман «Сталевий Щур» також був виданий цією мовою.
- На всіх планетах, крім найвідсталіших (як-от Райський Куточок), всім новонародженим на випадок моральних відхилень проводять зачистку мозку.
- Основна домашня тварина в галактиці — свинобраз, величезний кабан вагою близько тонни, покритий метровими голками. Крім нього побіжно згадані лише корови, коні, свині і кішки.
- Бухий двигун (Bloater Drive, також Розбухаючий привід, Припухаючий двигун) — застарілий і примітивний космічний двигун, згаданий в останній книзі серії (гол. 7) — пряме відсилання до іншої серії Гаррісона «Білл — герой Галактики», де цей самий двигун — новітня розробка вчених Імперії.

## Переклади українською
- Гаррі Гаррісон. Народження Сталевого Щура. Переклад з англійської: Вікторія Зенгва. Харків: КСД, 2016. 286 стор. ISBN 978-617-12-0878-0
  - (перевидання) Гарі Гаррісон. Народження Сталевого Щура. Переклад з англійської: Вікторія Зенгва. Харків: КСД, 2020. 288 стор. ISBN 978-617-12-7448-8
- Гаррі Гаррісон. Сталевий Щур іде до армії. Переклад з англійської: Марія Пухлій. Харків: КСД, січень 2020. 320 стор. ISBN 978-617-12-7470-9
- Гаррі Гаррісон. Сталевий Щур. Переклад з англійської: Олеся Мала. Харків: КСД, 2021. 240 стор. ISBN 978-617-12-8590-3